# Shirley Falls
Die Shirley Falls sind ein Wasserfall im Fiordland-Nationalpark auf der Südinsel Neuseelands. Am Südufer des Taitetimu / Caswell Sound liegt er im Lauf eines namenlosen Bachs, der den Ablauf des Shirley Lake darstellt. Seine Fallhöhe beträgt rund 200 Meter.